# Tsehafie tyyzaz
Tsehafie tyyzaz (piszący rozkazy) – wysoka funkcja  dworska w Cesarstwie Etiopii.
Urząd ten został utworzony przez cesarza Amde Tsyjona I. Jego powstanie jest związane z początkami dziejopisarstwa etiopskiego, przypadającymi na pierwszą połowę XIV wieku. Do zadań tsehafie tyyzaza należało dokumentowanie dziejów państwa, był również przełożonym pisarzy cesarskich.
Piastować tę funkcję mogli wyłącznie możnowładcy posiadający tytuł azzaża.
W hierarchii godności administracyjnych zajmował trzecie miejsce, za bitueddedem i afe nygusem, a przed azzażem.
Od powołania przez Menelika II pierwszego w historii Etiopii gabinetu ministrów (26 października 1907) tytuł tsehafie tyyzaz przysługiwał ministrowi pióra.